# Хикори Флат (Мисисипи)
Хикори Флат (енгл. Hickory Flat) град је у америчкој савезној држави Мисисипи.

## Демографија
По попису из 2010. године број становника је 601, што је 36 (6,4%) становника више него 2000. године.
| Група             | 2000.       | 2010.       |
| Белци             | 486 (86,0%) | 484 (80,5%) |
| Афроамериканци    | 72 (12,7%)  | 99 (16,5%)  |
| Азијати           | 0 (0,0%)    | 0 (0,0%)    |
| Хиспаноамериканци | 1 (0,2%)    | 9 (1,5%)    |
| Укупно            | 565         | 601         |